# Milada (jeskyně)
Jeskyně Milada se nachází na Silické planině, asi 1 km JV od obce Silická Brezová v okrese Rožňava v Košickém kraji. V roce 1946 ji objevil Ján Majko se spolupracovníky přes 19 m hlubokou propast, která ústí na podzemní řečiště. Tvoří ji říční chodba a několik řícených síní a dómů. V jednom z nich se dá vystoupat až 65 m nad řečiště. V roce 1960 J. Jirásek pronikl přes vodní sifon, a tak v zadní části jeskyně objevil prostory v délce 360 m. Jeskyně končí průtokovým jezerem. Délka jeskyně je 800 m. Ze sintrové výplně se vyskytují stalaktity, stalagmity, sintrové záclony a jezírka. Později byla do jeskyně vyražena vstupní štola.
Jeskyně představuje ponornou část Březovsko-kečovského podzemního hydrologického systému. Systém je vytvořen v druhohorních střednětrasových světlých wettersteinských vápencích Silického příkrovu. Podzemní vodní tok z jeskyně se objevuje ve spodní části propasti Bezedná ľadnica, odkud se neznámými prostorami dostává až do Kečovské vyvěračky.
Jeskyně Milada je zatím pro širokou veřejnost nepřístupná.

## Fauna
Tato podzemní lokalita je významným zimovištěm netopýrů. Ze 14 zjištěných druhů dominují:
- Vrápenec malý (Rhinolophus hipposideros)
- Vrápenec velký (Rhinolophus ferrumequinum)
- Netopýr velký (Myotis myotis)
- Vrápenec jižní (Rhinolophus euryale).

Z bezobratlých zde žijí jeskynní stejnonožka (Mesoniscus graniger), plochule zubovitá (Polydesmus denticulatus) a jiné. 